# احتجاجات تاير نيكولز
بدأت الاحتجاجات على مقتل تاير نيكولز في 27 يناير / كانون الثاني 2023، بعد إطلاق الكاميرا الخاصة بالشرطة ولقطات المراقبة التي تظهر خمسة ضباط سود من إدارة شرطة ممفيس وهم يضربون نيكولز، وهو رجل أسود يبلغ من العمر 29 عامًا. وقع هجوم الشرطة على نيكولز في 7 يناير 2023، وتوفي بعد ثلاثة أيام في المستشفى. تم بعد ذلك فصل الضباط الخمسة ووجهت إليهم تهمة القتل العمد من الدرجة الثانية. ظهرت الاحتجاجات لأول مرة في ممفيس بولاية تينيسي وانتشرت في عدة مدن في الولايات المتحدة. طالب المتظاهرون بالمساءلة القانونية للضباط المسؤولين عن وفاة نيكولز وسن تدابير لإصلاح الشرطة.

## خلفية
في 7 يناير 2023، حوالي الساعة 8:21 مساءً CDT، أوقف خمسة من ضباط إدارة شرطة ممفيس (MPD) صور نيكولز للاشتباه في القيادة المتهورة على تقاطع طريق رينيس وطريق روس. بدأ نيكولز بالفرار من السيارة بعد الاعتداء الجسدي الأولي من قبل الشرطة، حيث بدأ يشكو من ضيق في التنفس. خلال الحادث، تمكن نيكولز من الانفصال. عندما قابل الضباط نيكولز، قاموا بضربه لمدة ثلاث دقائق، ولكموه وركله في رأسه وضربوه على ظهره بهراوة أثناء تقييده. بعد ثلاثة أيام، توفي نيكولز. في 24 يناير، وجدت النتائج الأولية من تشريح الجثة الخاص بتكليف من عائلة نيكولز أن نيكولز مات من "نزيف حاد سببه الضرب المبرح".
في 20 يناير / كانون الثاني، فصلت دائرة الشرطة المدنية الضباط المتورطين في الحادث، وفي 26 يناير / كانون الثاني، وجهت إليهم تهمة القتل العمد من الدرجة الثانية. أصدرت مدينة ممفيس لاحقًا كاميرا جسدية ولقطات مراقبة للمواجهة في 27 يناير، تظهر الضباط يضربون نيكولز تسع مرات. تمت الاستعدادات للاحتجاجات قبل إصدار الفيديو. دعت عائلة نيكولز وزعماء مدينة ممفيس إلى احتجاجات سلمية قبل إصدار الفيديو.

## الاحتجاجات

### في ممفيس
بدأت الاحتجاجات في ممفيس في 27 يناير، بعد نشر لقطات من ضرب نيكولز. تم التخطيط في البداية لفصل ممفيس من حركة حياة السود مهمة للاجتماع في حديقة الشهداء؛ بعد أن أدرك المتظاهرون إغلاق المنتزه، بدأ المتظاهرون في التحرك نحو جسر هاراهان على طول الطريق السريع 55. بدأ المتظاهرون يتبددون حوالي الساعة 9 مساءً  اجتمعت عائلة نيكولز في توبي سكاتيبارك، وهي حديقة تزلج محلية في ممفيس، لإقامة وقفة احتجاجية على ضوء الشموع لنيكولز. في اليوم التالي، تم تحويل التقاطع الذي تعرض فيه نيكولز للضرب إلى موقع تذكاري مؤقت.
في 30 يناير، تجمع ما يقرب من 30 إلى 35 متظاهرًا في حديقة مزارع شيلبي، حيث كانت صور نيكولز تشاهد غروب الشمس، احتجاجًا على وفاته.

### في أماكن أخرى في الولايات المتحدة
قالب:Tyre Nichols protests map

#### 27 و 28 يناير
في واشنطن العاصمة، تجمع خمسة وسبعون شخصًا في ساحة لافاييت في يناير 27، بعد إصدار اللقطات. بدأ المتظاهرون في مسيرة في مدينة نيويورك في نفس اليوم. خلال الاحتجاجات، قفز متظاهر فوق سيارة للشرطة وحاول كسر زجاجها الأمامي. تم القبض على المتظاهر. أعلنت إدارة شرطة نيويورك أن حركة مرور المركبات المتجهة جنوبًا في برودواي كانت مغلقة من شارع 48 إلى شارع 42، حيث توجه المتظاهرون إلى تايمز سكوير، وتجمع المتظاهرون في المحطة المركزية الكبرى. قُبض على ثلاثة متظاهرين في مدينة نيويورك - أحدهم بسبب إتلاف سيارة للشرطة، والثاني بسبب ضرب ضابط شرطة، والثالث لسبب غير معروف. تجمع عشرات المتظاهرين أمام مركز للشرطة في شيكاغو. وفي بوسطن، تجمع المتظاهرون في بوسطن كومون حيث أقيمت وقفة احتجاجية في إمبريس. في لوس أنجلوس، أقيمت وقفة احتجاجية على ضوء الشموع في مقر إدارة شرطة لوس أنجلوس. سرعان ما تصاعدت الوقفات الاحتجاجية مع اشتباكات بين الشرطة والمتظاهرين. في كولومبوس، تجمع عشرات الأشخاص خارج أوهايو ستيت هاوس في احتجاج نظمه حزب الاشتراكية والتحرير، والذي قال إن فروعه ستبدأ وتنضم إلى المزيد من الاحتجاجات طوال عطلة نهاية الأسبوع.
وقعت احتجاجات في مدن أخرى، بما في ذلك أشفيل، نورث كارولينا؛ أثينا، جورجيا؛ أتلانتا؛ أوستن، تكساس؛ بالتيمور؛ شارلوت، نورث كارولينا؛ كولومبوس، أوهايو؛ دالاس؛ دنفر؛ ديترويت؛ هارتفورد، كونيتيكت؛ هيوستن؛ مانشستر، كونيتيكت؛ مينيابوليس؛ نيوارك، نيو جيرسي؛ فيلادلفيا؛ فينيكس، أريزونا؛ بيتسبرغ؛ بورتلاند، أوريغون؛ رالي، نورث كارولينا؛ سكرامنتو؛ سالت ليك سيتي؛ سان دييغو؛ سان فرانسيسكو؛ سياتل؛ سانت لويس؛ وتروي، نيويورك.

#### 29 يناير
في 29 يناير، تجمع المتظاهرون بشكل سلمي في شوارع مانهاتن مع تجمع المئات في واشنطن سكوير بارك. سار الآلاف في أوكلاند. واحتج المئات في حي فينيسيا في لوس أنجلوس حيث توفي كينان أندرسون مؤخرًا بعد أن صدمته الشرطة ست مرات. في سانت بول، شارك 300 شخص في احتجاج خارج مقر إقامة حاكم مينيسوتا للمطالبة بسن تدابير إصلاح الشرطة، مثل إزالة الحصانة المؤهلة للضباط.
واندلعت احتجاجات أخرى يوم الأحد ، بما في ذلك في أنكوريج، ألاسكا؛ بريدجبورت، كونيتيكت؛ كامبريدج، ماساتشوستس؛ دافيس، كاليفورنيا. إليزابيث، نيو جيرسي؛ إسكونديدو، كاليفورنيا؛ جاكسونفيل، فلوريدا؛ لويفيل، كنتاكي؛ ماديسون، ويسكونسن؛ ميلواكي؛ نيو هيف، كونيتيكت؛ سبرينغفيلد، ميسوري؛ سانت بيترسبرغ، فلوريدا؛ ستوكتون، كاليفورنيا؛ أوربانا، إلينوي؛ ووست تشيستر، بنسلفانيا.

#### 30 يناير
في نيو أورلينز تجمع أكثر من 70 متظاهرا في دنكان بلازا وساروا نحو وسط المدينة. كما شارك في الاحتجاج متظاهرون محليون فقدوا أحباءهم نتيجة وحشية الشرطة الأمريكية. كما نظمت الوقفات الاحتجاجية والاحتجاجات في ألبوكيرك، أتلانتا، شيكاغو، مدينة نيويورك (كوينز)، نورواك، كونيتيكت، بيتسبرغ، بروفيدنس، في منتزه تزلج التي استخدمها نيكولز للتزلج في سكرامنتو، ويونكرز، نيويورك.

## رد الحكومة

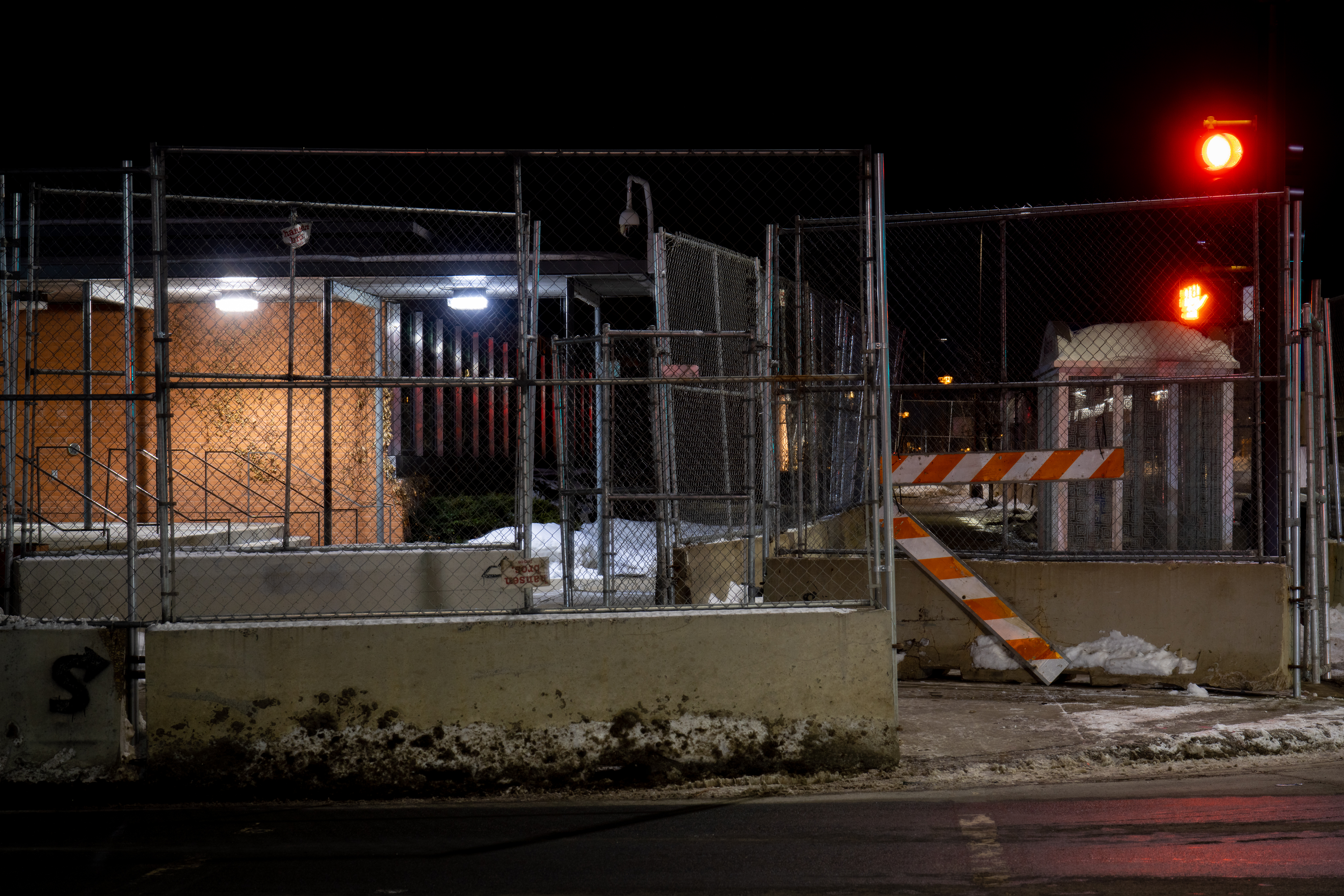
تم نصب سياج في المنطقة الخامسة لشرطة مينيابوليس بعد وقت قصير من إطلاق اللقطات التي تعرض ضرب نيكولز.

أعلن حاكم جورجيا بريان كيمب حالة الطوارئ، مما سمح بنشر ما يصل إلى 1000 جندي من الحرس الوطني حتى 9 فبراير، ويرجع ذلك جزئيًا إلى الاضطرابات الأخيرة التي شهدتها الولاية بشأن إنفاذ القانون. قامت إدارة شرطة العاصمة بواشنطن العاصمة بتنشيط "جميع الأفراد المحلفين".
تحدثت إدارة بايدن مع رؤساء بلديات مدن متعددة، بما في ذلك فيلادلفيا ولوس أنجلوس وشيكاغو، وقدمت المساعدة في حالة الاحتجاجات.
قبل إصدار الفيديو في 27 يناير، أرسل مكتب الكحول والتبغ والأسلحة النارية والمتفجرات تنبيهًا احترازيًا إلى وكالات إنفاذ القانون في منطقة مينيابوليس - سانت بول الحضرية لرصد الاضطرابات المحتملة وكشف المسؤولون في مدينتي مينيابوليس وسانت بول عن استعدادهم لخطط طوارئ.
سمحت الحاكمة سارة هوكابي ساندرز للحرس الوطني في أركنساس بتعزيز الشرطة في منطقة ويست ممفيس في 28 يناير "بدافع الحذر الشديد". أغلقت دورية أركنساس للطرق السريعة الممرات المتجهة شرقًا لجسر I-40 المسيسيبي المؤدي إلى ممفيس بولاية تينيسي بسبب الاحتجاجات.

## أنظر أيضا
- أعمال شغب لوس أنجلوس 1992
- احتجاجات جورج فلويد